# Live at Wembley Stadium
Vidéos par Foo Fighters
Skin and Bones
(2006) Back and Forth
(2011)
Live at Wembley Stadium est le troisième DVD des Foo Fighters, sorti le 25 août 2008.

## Liste des chansons
| No  | Titre                                    | Auteur                                                             | Durée |
| --- | ---------------------------------------- | ------------------------------------------------------------------ | ----- |
| 1.  | The Pretender                            | Dave Grohl, Taylor Hawkins, Nate Mendel, Chris Shiflett, Pat Smear |       |
| 2.  | Times Like These                         | Grohl, Hawkins, Mendel, Shiflett                                   |       |
| 3.  | No Way Back                              | Grohl, Hawkins, Mendel, Shiflett                                   |       |
| 4.  | Cheer Up, Boys (Your Make Up Is Running) | Grohl, Hawkins, Mendel, Shiflett                                   |       |
| 5.  | Learn to Fly                             | Grohl, Hawkins, Mendel                                             |       |
| 6.  | Long Road to Ruin                        | Grohl, Hawkins, Mendel, Shiflett                                   |       |
| 7.  | Breakout                                 | Grohl, Hawkins, Mendel                                             |       |
| 8.  | Stacked Actors/Hocus Pocus               | Grohl, Hawkins, Mendel/Jan Akkerman, Thijs van Leer                |       |
| 9.  | Skin and Bones                           | Grohl                                                              |       |
| 10. | Marigold                                 | Grohl                                                              |       |
| 11. | My Hero                                  | Grohl, Mendel, Smear                                               |       |
| 12. | Cold Day in the Sun                      | Grohl, Hawkins, Mendel, Shiflett                                   |       |
| 13. | Everlong                                 | Grohl                                                              |       |
| 14. | Monkey Wrench                            | Grohl, Mendel, Smear                                               |       |
| 15. | All My Life                              | Grohl, Hawkins, Mendel, Shiflett                                   |       |
| 16. | Rock and Roll                            | John Bonham, John Paul Jones, Jimmy Page, Robert Plant             |       |
| 17. | Ramble On                                | Page, Plant                                                        |       |
| 18. | Best of You                              | Grohl, Hawkins, Mendel, Shiflett                                   |       |

Toutes les chansons proviennent du concert du 7 juin, sauf les 8, 9, 13 et 14. This Is a Call et Big Me ont été jouées les deux nuits mais ne figurent pas sur le DVD. Il en est de même pour But, Honestly, DOA et Generator, et Let It Die jouées respectivement le 6 et le 7.

## Charts
| Chart (2008)                 | Position |
| ---------------------------- | -------- |
| UK Top 10 Music DVDs         | 1        |
| RIANZ Music DVDs             | 1        |
| Australian Top 40 Music DVDs | 2        |